# Acylomus darwinii
Acylomus darwinii is een keversoort uit de familie glanzende bloemkevers (Phalacridae). De wetenschappelijke naam van de soort werd in 1877 als Phalacrus darwinii gepubliceerd door Charles Owen Waterhouse.